# Strada statale 256 Muccese
La strada statale 256 Muccese (SS 256), ex strada provinciale 256 Muccese (SP 256), è una strada statale italiana che collega la valle del Chienti con la val d'Esino.

## Percorso
La strada ha inizio distaccandosi dalla strada statale 77 della Val di Chienti all'interno del centro abitato di Muccia. La strada abbandona la valle del Chienti scollinando il colle Santa Barbara (556 m s.l.m.) e scendendo in direzione di Camerino e Castelraimondo dove supera il fiume Potenza.
Il tracciato riprende quota fino a superare il colle delle Pere (370 m s.l.m.) ed entrare quindi nella valle dell'Esino, fiume di cui segue il corso attraversando Matelica, Cerreto d'Esi ed innestandosi infine sulla strada statale 76 della Val d'Esino presso Borgo Tufico, frazione di Fabriano.
In seguito al decreto legislativo n. 112 del 1998, dal 2001, la gestione è passata dall'ANAS alla Regione Marche: in realtà su sollecitazione di quest'ultima, la strada è passata di proprietà alla Provincia di Ancona e alla Provincia di Macerata per le tratte territorialmente competenti.
Nel 2018 la strada è tornata di competenza ANAS per tutta la lunghezza del percorso, nell'ambito del piano di "Rientro strade"

## Strada Statale 256 var Muccese
La strada statale SS256var Muccese è una strada statale che appartiene al progetto della Pedemontana delle Marche, collegamento stradale aperto solo in alcuni tratti ma che ha l'ambizione di collegare l'interno della regione Marche da nord a sud.

### Storia
Il 1° stralcio funzionale tra Fabriano e Matelica Nord, fu inaugurato il 22 novembre 2021. Il percorso aperto era di 8 km. Il 13 aprile 2024 è stato aperto alla circolazione un ulteriore tratto di strada che permette di arrivare fino all'ingresso di Castelraimondo.

### Percorso
| Muccese tratto Fabriano-Castelraimondo |                                         |      |      |           |
| Tipo                                   | Nome svincolo                           | ↓km↓ | ↑km↑ | Provincia |
|                                        | Fabriano est, su ex                     | 0    |      | Ancona    |
|                                        | La Storta (40 m)                        | 1,3  |      | Ancona    |
|                                        | Serre (911 m)                           | 1,4  |      | Ancona    |
|                                        | Quadrelle (40 m)                        | 2,5  |      | Ancona    |
|                                        | Cerreto d'Esi - San Michele - Collamato | 3,4  |      | Ancona    |
|                                        | San Michele (100 m)                     | 3,6  |      | Ancona    |
|                                        | Campodonico (25 m)                      | 5,2  |      | Ancona    |
|                                        | Bargatano (199 m)                       | 6,1  |      | Macerata  |
|                                        | Matelica Nord - Zona Industriale        | 7,7  |      | Macerata  |
|                                        | Faranghe (40 m)                         | 9,6  |      | Macerata  |
|                                        | Croce di Calle (1490 m)                 | 9,7  |      | Macerata  |
|                                        | Esino (100 m)                           | 11,3 |      | Macerata  |
|                                        | Matelica Ovest - Esanatoglia            | 11,6 |      |           |
|                                        | Fratte (23 m)                           | 12,2 |      |           |
|                                        | Mistrianello (284 m)                    | 12,9 |      |           |
|                                        | Mistriano (40 m)                        | 12,7 |      |           |
|                                        | Matelica Sud                            | 14   |      |           |
|                                        | Castelraimondo Nord                     | 16   |      |           |